# عين الضربان لحلاف
عين الضربان هي قرية في إقليم سطات ضمن جهة الشاوية ورديغة بالغرب المغربي. كان مجموع عدد سكان الجماعة القروية عين الضربان 13.074 نسمة.(تعداد السكان الرسمي 2004)